# 13,2 mm TuF
La Mauser 13,2 mm Tank und Flieger (abbreviato in 13,2 mm TuF) o 13,2 × 92 SR è stata una pietra miliare nello sviluppo delle cartucce anticarro, essendo stata la prima munizione progettata specificatamente per ingaggiare i mezzi corazzati.

## Storia
La munizione 13,2 mm TuF fu sviluppata per contrastare i primi carri armati britannici, comparsi sui campi di battaglia verso la fine della prima guerra mondiale. Visto che il percorso dei carri era difficile da prevedere prima del loro arrivo in prossimità del fronte, le mine anticarro erano difficili da impiegare come deterrente. Era così necessario un nuovo modo di combattere questi primi veicoli corazzati. Per ridurre il peso dei veicoli, spinti da trasmissioni poco potenti, le corazzature erano relativamente sottili; fucili di grosso calibro potevano quindi immobilizzare i mezzi decimando gli equipaggi al loro interno.
La nuova munizione, sviluppata dalla Polte Werke di Magdeburgo, utilizzava un bossolo semi-rimmed a collo di bottiglia.
La cartuccia fu usata sul fucile anticarro Tankgewehr M1918. Intorno a questa cartuccia venne progettata anche una nuova mitragliatrice pesante anticarro e contraerea, la MG 18 TuF, la cui entrata in servizio era prevista per il 1919.